# Фарен (Плен)
Фарен (нім. Fahren) — громада в Німеччині, розташована в землі Шлезвіг-Гольштейн. Входить до складу району Плен. Складова частина об'єднання громад Пробстай.
Площа — 3,6 км2. Населення становить 124 ос. (станом на 31 грудня 2020).